# The Infidel
Pour plus de détails, voir Fiche technique et Distribution.
The Infidel est un film américain réalisé par James Young, sorti en 1922.

## Fiche technique
- Titre français : The Infidel
- Réalisation : James Young
- Scénario : James Young et Charles Logue
- Photographie : Joseph Brotherton
- Pays d'origine : États-Unis
- Format : Noir et blanc - 1,33:1 - Film muet
- Genre : drame
- Date de sortie : 1922

## Distribution
- Katherine MacDonald : Lola Daintry
- Robert Ellis : Cyrus Flint
- Joseph J. Dowling : Révérend Mead
- Boris Karloff : le nabab
- Melbourne MacDowell : 'Bully' Haynes
- Elita Proctor Otis : Miss Parliss
- Charles Smiley : Mr Scudder
- Loyola O'Connor : Mme Scudder